# Lahti
|  | Per a altres significats, vegeu «Ilmari Lahti». |

Lahti (en suec Lahtis) és un municipi del sud de Finlàndia, capital de la regió de Päijät-Häme.

## Persones il·lustres
- Georg C. Ehrnrooth (1926-2010), polític i advocat.
- Tapio Mäkelä (1926-2016), esquiador de fons.
- Ulla Puolanne (1931-2015), política del Partit de la Coalició Nacional que exercí de viceministre d'Hisenda entre 1987 i 1991.
- Risto Ahti (1943-), escriptor.
- Kai Haaskivi (1955-), exjugador de futbol.
- Eija-Riitta Korhola (1959-), política membre del partit Demòcrata-Cristians.
- Jimi Tenor (1965-), músic i saxofonista de la banda Jimi Tenor & His Shamans.
- Tommi Kautonen (1971-), exjugador i actual entrenador de futbol.
- Jari Litmanen (1971-), exjugador de futbol.
- Toni Nieminen (1975-), exsaltador d'esquí.
- Pasi Nurminen (1975-), exjugador professional d'hoquei sobre gel a l'NHL.
- Janne Ahonen (1977-), exsaltador d'esquí.
- Toni Lydman (1977-), exjugador d'hoquei sobre gel a l'NHL.
- Jaana Pelkonen (1977-), presentadora del Festival de la Cançó d'Eurovisió 2007 i política del Partit de la Coalició Nacional.
- Tuomas Peltonen (1977-), exjugador de futbol.
- Sipe Santapukki (1977-), músic i bateria del grup de rock Apulanta.
- Aksu Hanttu (1979-), músic i bateria del grup Entwine.
- Mikko Ilonen (1979-), exgolfista professional.
- Petri Pasanen (1980-), exjugador de futbol i actual entrenador i comentarista de televisió.
- Ilona Jokinen (1981-), soprano, cantant d'òpera.
- Pekka Lagerblom (1982-), exjugador de futbol.
- Valtteri Bottas (1989-), pilot de Fórmula 1.
- Iiro Sopanen (1989-), jugador professional d'hoquei sobre gel a la SM-liiga.
- Alina Voronkova (1994-), model i guanyadora del concurs de bellesa Miss Finlàndia 2018.
- Sami Pajari (2001-), pilot de ral·li.

## Ciutats agermanades
Lahti manté una relació d'agermanament amb les següents ciutats:
- Akureyri (Islàndia), des del 1947
- Pécs (Hongria), des del 1956
- Deyang (Xina), des del 2000
- Garmisch-Partenkirchen (Alemanya), des del 1987
- Kaluga (Rússia), des del 1994
- Narva (Estònia), conveni de col·laboració des del 1994
- Norberg (Suècia)
- Randers (Dinamarca), des del 1947
- Suhl (Alemanya), des del 1988
- Tamsalu (Estònia)
- Västerås (Suècia), des del 1940
- Wuxi (Xina), des del 2011
- Zaporíjia (Ucraïna), des del 1953
- Ålesund (Noruega), des del 1947
- Dolni Dabnik (Bulgària)
- Zhangjiakou (Xina)
- comtat de Worcestershire (Regne Unit)

## Galeria

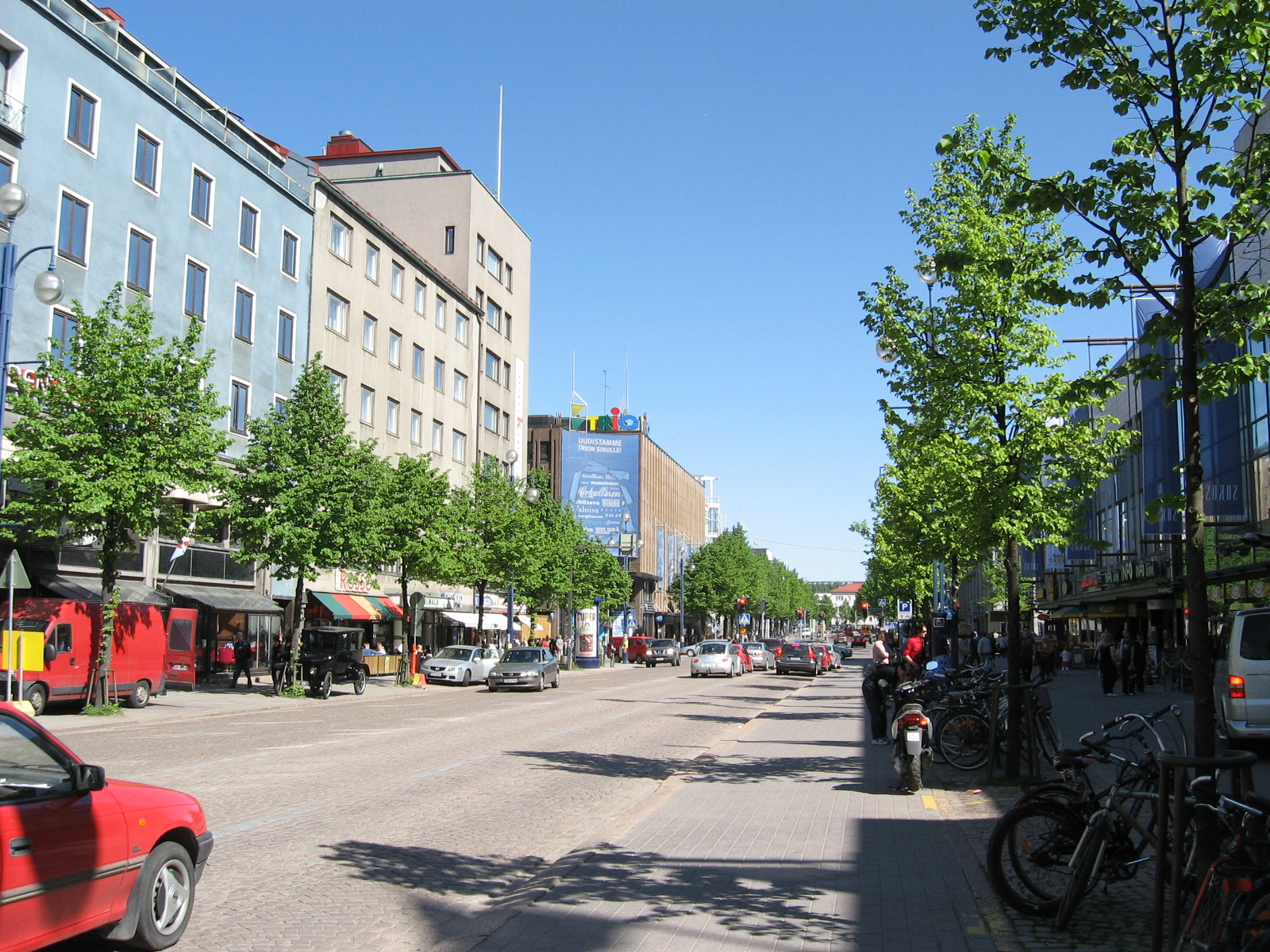
Vistes de Lahti.